# Pelecanoides georgicus whenuahouensis
Il petrello tuffatore di Whenua Hou (Pelecanoides georgicus whenouahouensis Fischer, Debski, Miskelly, Bost, Fromant, Tennyson, Tessler, Cole, Hiscock, Taylor & Wittmer, 2018) è una sottospecie altamente a rischio di estinzione del petrello tuffatore georgiano, endemica della Nuova Zelanda.
La sottospecie è stata descritta per la prima volta da Johannes H. Fischer e dai suoi collaboratori nel 2018. Sebbene in origine fosse considerata una popolazione unica del petrello tuffatore georgiano, le differenze nelle preferenze dell'habitat e le analisi delle differenziazioni fenotipiche indicano che potrebbe essere considerata una specie separata. Ne esiste solo una popolazione estremamente ridotta (meno di 150 individui), che si riproduce sull'isola di Whenua Hou, libera dai predatori. In questo piccolo territorio è facile osservare la singolare pratica di nidificazione, che consiste di scavare nelle dune di sabbia che si affacciano sulla Sealers Bay, e che si differenzia da quella del petrello tuffatore georgiano, che invece nidifica su pendii rocciosi o terreni pianeggianti.
Sulla base dei resti subfossili si è scoperto che questa sottospecie nidificava in precedenza sull'isola di Auckland e sull'isola di Stewart, e forse anche sulle isole Chatham e Macquarie. La specie scomparve ad Auckland a causa della distruzione dei nidi da parte dei leoni marini della Nuova Zelanda, e a Stewart a causa della predazione da parte dei ratti polinesiani, specie introdotta e nociva per la fauna locale. La restante popolazione è fortemente minacciata dagli eventi di carattere tempestoso; uno di questi eventi nel 2003 portò al crollo delle dune, uccidendo molti individui. Questi uccelli sono inoltre minacciati dall'avanzata delle foreste costiere e delle erbe invasive sulle dune, così come dall'innalzamento del livello del mare dovuto ai cambiamenti climatici. Sebbene le aree di foraggiamento del petrello siano sconosciute, una fuoriuscita di petrolio in quest'area sarebbe devastante per questa sottospecie.